# 伊洛瓦特卡农村居民点
伊洛瓦特卡农村居民点（俄语：Иловатское сельское поселение）是俄罗斯联邦伏尔加格勒州旧波尔塔夫卡区所属的一个农村居民点。其下辖有2个居民点，行政中心为伊洛瓦特卡。据2016年统计，该农村居民点的人口为1446人。